# 東野尻駅
東野尻駅（ひがしのじりえき）は、富山県砺波市苗加にある西日本旅客鉄道（JR西日本）城端線の駅である。

## 歴史
- 1951年（昭和26年）8月10日：日本国有鉄道（国鉄）城端線の出町駅（現・砺波駅） - 高儀駅間の東礪波郡東野尻村（現・砺波市東野尻地区）に新設開業[1]。旅客営業のみ[1]。地元の強い要望により設置された[2]。
- 1987年（昭和62年）4月1日：国鉄分割民営化により、西日本旅客鉄道（JR西日本）の駅となる[3]。
- 2019年（平成31年）3月12日：老朽化した待合室が建て替えられた[4]。

## 駅構造
城端方面に向かって右側に単式ホーム1面1線を持つ地上駅（停留所）である。
北陸広域鉄道部管理の無人駅である。ホームには第5東野尻踏切附近や待合所附近及び城端方面ホーム先端附近の出入口から入る形になっている。駅舎はなくホーム上に待合室と便所が設置されている。また、駅構内の花壇やホーム法面には芝桜やチューリップ、クロッカスが植えられている。この芝桜を植栽した功により、2016年（平成28年）4月には西日本旅客鉄道金沢支社北陸広域鉄道部が東野尻自治振興会に対し感謝状を授与している。

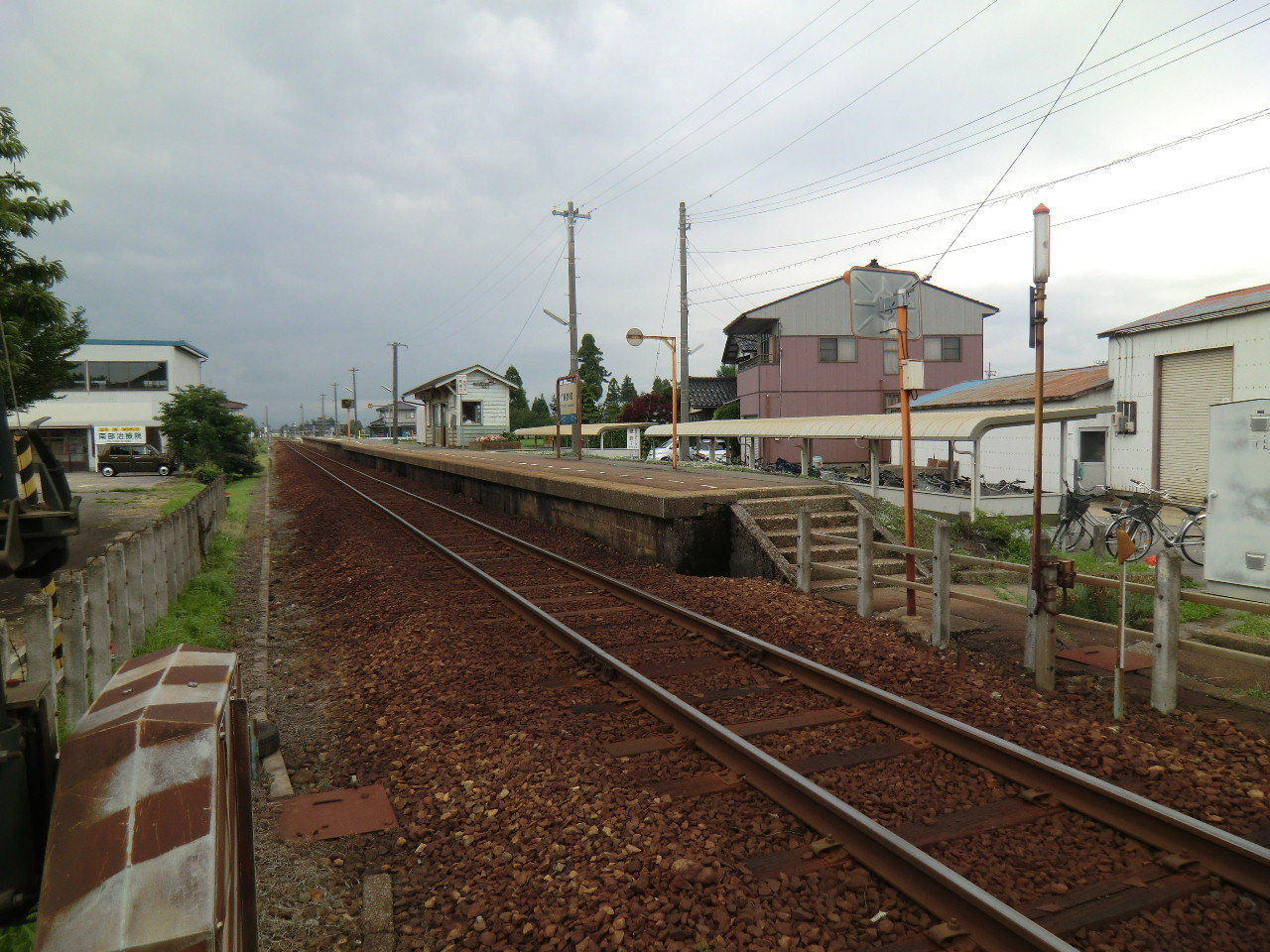
全景（2011年7月）
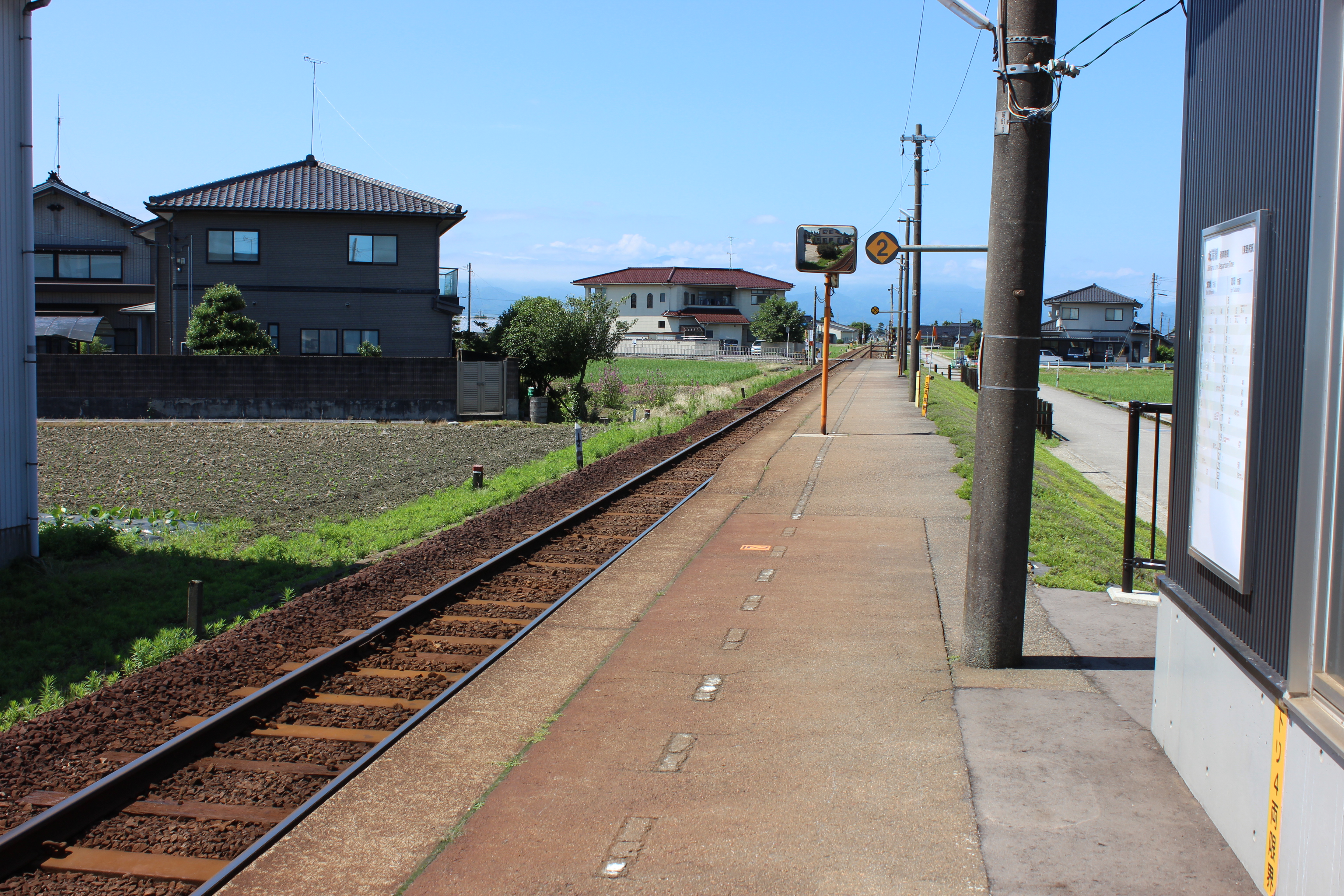
ホーム（2020年）

## 利用状況
「富山県統計年鑑」によると、近年の1日平均乗車人員は以下の通り。
| 年度   | 1日平均 乗車人員 |
| ------ | ---------------- |
| 1995年 | 67               |
| 1996年 | 65               |
| 1997年 | 72               |
| 1998年 | 76               |
| 1999年 | 79               |
| 2000年 | 86               |
| 2001年 | 86               |
| 2002年 | 98               |
| 2003年 | 101              |
| 2004年 | 96               |
| 2005年 | 94               |
| 2006年 | 107              |
| 2007年 | 121              |
| 2008年 | 120              |
| 2009年 | 108              |
| 2010年 | 130              |
| 2011年 | 132              |
| 2012年 | 139              |
| 2013年 | 135              |
| 2014年 | 130              |
| 2015年 | 129              |
| 2016年 | 128              |
| 2017年 | 135              |
| 2018年 | 140              |
| 2019年 | 144              |

## 駅周辺
- 国道359号
- 北陸自動車道 砺波インターチェンジ
- 砺波市老人福祉センター苗加苑
- 富山県立砺波工業高等学校

## 隣の駅
西日本旅客鉄道（JR西日本）
■城端線
砺波駅 - 東野尻駅 - 高儀駅